# جورج بوكانان (طبيب)
السير جورج بوكانان (بالإنجليزية: George Buchanan)‏‏ (5 نوفمبر 1831-5 مايو 1895) طبيب إنجليزي وعالم وبائيات وموظفٌ مدني، كان زميل الجمعية الملكية ورئيس جمعية لندن الوبائية (1881–1883) ورئيس الشؤون الطبية في المملكة المتحدة (1879–1892).